# Convention judiciaire d'intérêt public
La convention judiciaire d'intérêt public (« CJIP ») est, en France, une procédure créée par la Loi Sapin II de novembre 2016. Elle permet au procureur de la République de proposer à une personne morale mise en cause pour des faits de corruption, de trafic d’influence, de blanchiment de certaines infractions de fraude fiscale de conclure une convention qui aura pour effet d'éteindre l'action publique.

## Origine et caractéristiques

### Contexte
À la suite de la ratification par la France de la convention de l’Organisation de coopération et de développement économiques (OCDE) de 1997 sur la corruption internationale, et dans un contexte de « quasi-immunité de fait » dont bénéficiaient les entreprises françaises en matière de corruption, le législateur cherche à s'inspirer des procédures américaines ou britanniques de deferred prosecution agreement,. Celles-ci permettent à une personne morale publique ou privée, comme une entreprise, d'échapper à une poursuite pénale en contrepartie de la conclusion et du respect d'une transaction judiciaire, qui prévoit généralement le paiement d'amendes importantes et le respect d'un programme de lutte contre la corruption.
Il s'agit de mettre en place une procédure plus rapide que la procédure pénale habituelle, qui convienne à la fois au ministère public et à l'entreprise en cause. Avec la procédure de composition pénale, et celle de la comparution sur reconnaissance de culpabilité, la CJIP s'inscrit dans « un climat d'efficacité transactionnelle ».
L’article 22 de la loi no 2016-1691 du 9 décembre 2016 relative à la transparence, à la lutte contre la corruption et à la modernisation de la vie économique, dite loi Sapin 2, insère dans le code de procédure pénale les articles 41-1-2 et 180-2. Ils créent une nouvelle procédure, la convention judiciaire d’intérêt public.

### Caractéristiques
Lorsqu'une entreprise est accusée de corruption, le procureur de la République peut décider de ne pas engager de poursuites pénales contre elle, si l'entreprise conclut, sous le contrôle du juge, une convention qui formalise les engagements de l'entreprise.
Ces engagements comprennent une reconnaissance des faits, une collaboration avec la justice, la mise en œuvre de mesures de remédiation, le paiement d'une amende, et l'indemnisation des victimes.
La convention est rendue publique, et l’Agence française anticorruption en contrôle la bonne exécution.

## Applications de la CJIP
La première validation de CJIP, le 14 novembre 2017, par le tribunal de grande instance de Paris concerne une convention conclue pour un montant de 300 millions d'euros entre le parquet national financier (PNF) et une filiale suisse de la banque HSBC pour des faits de blanchiment de fraude fiscale.
D'autres conventions sont conclues en 2018. Elles concernent des PME françaises, couvrent le champ de la corruption, et prévoient la mise en place d'un programme de mise en conformité anticorruption, sous le contrôle de l'Agence française anticorruption.
Des procédures incluent également en 2018 le fonds souverain libyen, dans une optique de coopération avec le département de la justice américain, et l'entreprise Airbus, puis en 2021, le Groupe Bolloré.
En 2020, Airbus poursuivi pour des faits présumés de corruption signe après une enquête de plusieurs années, une CJIP dont le montant avoisine les 3,6 milliards d'euros. La procédure permet à l'entreprise d'éviter une condamnation comme personne morale, ce qui aurait eu pour conséquence de l'écarter des marchés publics pour une période de cinq années. En 2022, l'entreprise conclut une nouvelle convention à hauteur de 15,8 millions d'euros, relative à l'affaire Sarkozy-Kadhafi.
En 2022, cette procédure a été appliquée dans une affaire d'espionnage de la part de la société LVMH du journal Fakir. La Cour européenne des droits de l’homme juge en mai 2023 irrecevable la demande du député François Ruffin contre la convention judiciaire d’intérêt public, qui a permis à LVMH d’éviter des poursuites en échange du paiement d’une amende de 10 millions d’euros.
De 2016 à 2024, 4 milliards d’euros d’amendes ont été prononcées pour l’ensemble des CJIP du Parquet national financier.

## Extension au domaine de la fraude fiscale
Le projet de loi contre la fraude fiscale adopté le 10 octobre 2018 par le Parlement, qui aménage le verrou de Bercy, étend la procédure de la convention judiciaire d'intérêt public à la fraude fiscale. Ceci permet « à une entreprise de payer une amende afin d’éviter des poursuites, sans reconnaissance de culpabilité ».

## Extension au domaine environnemental
La loi no 2020-1672 du 24 décembre 2020 relative au parquet européen, à la justice environnementale et à la justice pénale spécialisée est venue insérer l'article 41-1-3 au sein du Code de Procédure Pénale créant ainsi la possibilité de conclure une Convention judiciaire d’intérêt public en matière environnementale. Calquée sur le modèle de la CJIP de la loi Sapin 2, la CJIP environnementale connaît toutefois quelques adaptations liées aux enjeux spécifiques de la matière, notamment dans la place laissée à la réparation du préjudice puisque la personne morale devra dans un délai maximal de trois ans réparer le préjudice écologique résultant des infractions commises.
En décembre 2021, une première convention judiciaire d’intérêt public en matière environnementale est signée entre une usine de traitement d’eau et le parquet du Puy-en-Velay pour des faits de « déversement de substances nocives pour le milieu aquatique ».

## Critiques
Selon Le Monde, la procédure de la CJIP ne fait pas l'unanimité : ses défenseurs y voient une manière de sanctionner rapidement des individus et des entreprises au cœur de procédures complexes, souvent internationales. À l'inverse, certains magistrats et associations de lutte contre la corruption s’inquiètent de voir s’instaurer une justice à deux vitesses : les plus riches bénéficieraient avec la CJIP d’une certaine clémence et d’audiences à la publicité réduite.
Le syndicat de la Magistrature estime que la CJIP permet aux entreprises fraudeuses « d'acheter leur innocence », et qu'elle introduit une logique « d'arrangements » dans la procédure judiciaire. Pour le Parquet national financier, la CJIP est une « justice d'adhésion » ; pour Anticor et Sherpa la procédure qui garantit aux entreprises une certaine discrétion prête le flanc aux abus d'une justice négociée. L'association Sherpa indique que l'absence de transparence des modalités de la CJIP risque de faciliter une éventuelle récidive.
Transparency International France estime que la CJIP est un instrument utile pour faire reculer la corruption et l'évasion fiscale, mais que cette procédure devrait cependant être exclue des cas de récidive, comme des affaires d'une gravité exceptionnelle. Elle souhaite que l'amende puisse être modulée en fonction de la coopération sincère et effective de l'entreprise.
Le 21 octobre 2022, une convention judiciaire est conclue entre Crédit suisse et le Parquet national financier. L'accord éteint l'action publique en France à l'encontre de la banque poursuivie pour démarchage illégal de clients et blanchiment aggravé de fraude fiscale. Dans un communiqué, la banque rappelle aussitôt que cette convention n’inclut pas une reconnaissance de culpabilité.
La procédure de CJIP, qui n'est pas une déclaration de culpabilité et qui n’a ni la nature ni les effets d’un jugement de condamnation, n'éteint pas les poursuites engagées envers les personnes physiques. Les cadres et salariés des entreprises ayant recours à une CJIP peuvent se retrouver dans une situation difficile. Renaud Van Ruymbeke, ancien juge d'instruction longtemps en charge de dossiers de délinquance économique, relève ainsi l'utilité des mesures négociées tout en rappelant la nécessité de décisions judiciaires publiques classiques pour les faits les plus graves.
Ainsi la validation, le 2 décembre 2024, d’une CJIP  avec la société AREVA − la 22e négociée par le PNF − la condamne à une amende de 4,8 millions d’euros pour mettre fin à des poursuites pour corruption en Mongolie. Mais cette convention n'exonère pas la société Eurotradia, rachetée par la société Adit, ni les personnes physiques impliquées dans la même affaire, d'un renvoi ultérieur devant la justice.